# Sandy Cohen
 (janvier 2008).
Si vous disposez d'ouvrages ou d'articles de référence ou si vous connaissez des sites web de qualité traitant du thème abordé ici, merci de compléter l'article en donnant les références utiles à sa vérifiabilité et en les liant à la section « Notes et références ».
Sanford « Sandy » Cohen est un personnage fictif du feuilleton télévisé Newport Beach. Il est interprété par l'acteur Peter Gallagher.
Sandy, avocat, est le fils de Sophie Cohen et le mari de Kirsten Cohen. Leur fils aîné, Seth Cohen, est un garçon timide et solitaire . Élevé dans le Bronx par sa mère, assistance sociale, il arrive à décrocher une bourse qui lui permet de faire ses études à la prestigieuse université de Berkeley, où il se liera d'amitié avec un professeur, Max Bloom. Il aura d'ailleurs une aventure avec sa fille Rebecca, qu'il aurait dû épouser si cette dernière n'avait pas dû fuir parce qu'accusée d'un attentat.
Sandy a été avocat de l’aide judiciaire, ce qui l’a emmené à rencontrer Ryan Atwood, un adolescent qu’il a recueilli lorsque sa mère l’a abandonné.
Tout au long de la série, Sandy est considéré comme un homme moral, guidant et supportant Seth et Ryan à travers leurs problèmes. Tout le monde l'aime, grâce à son air bienveillant. C'est une personne en qui tout le monde peut avoir confiance. Certaines de ses répliques permettent de mettre en évidence son opposition avec les opinions de la population d'Orange County, traditionnellement conservatrice et républicaine .
Avec sa femme, il eut des hauts et des bas mais ils arriveront toujours à les surmonter. Vers la fin de la saison 4, Kirsten tombe enceinte. Elle faillit perdre son bébé à cause du tremblement de terre qui se produit à Newport Beach quand ils étaient dans le centre-ville, mais finit par accoucher d'une petite Sophie. 
Sandy et Kirsten finissent par emménager à Berkeley pour y élever leur fille.

## Avenir
Dans le flashforward du dernier épisode de la série, on voit Sandy enseigner le droit dans une université américaine.